# Aeroportul Haluoleo
Aeroportul Haluoleo (IATA: KDI, ICAO: WAWW) este un aeroport din Kendari, Southeast Sulawesi⁠(d), Indonezia ce deservește zona Kendari. Aeroportul a fost tranzitat în 2018 de 1.544.643 de pasageri.
Situat la o altitudine de 164 m, aeroportul dispune de o singură pistă. Este operat de Ministry of Transportation⁠(d).